# Jan Einig

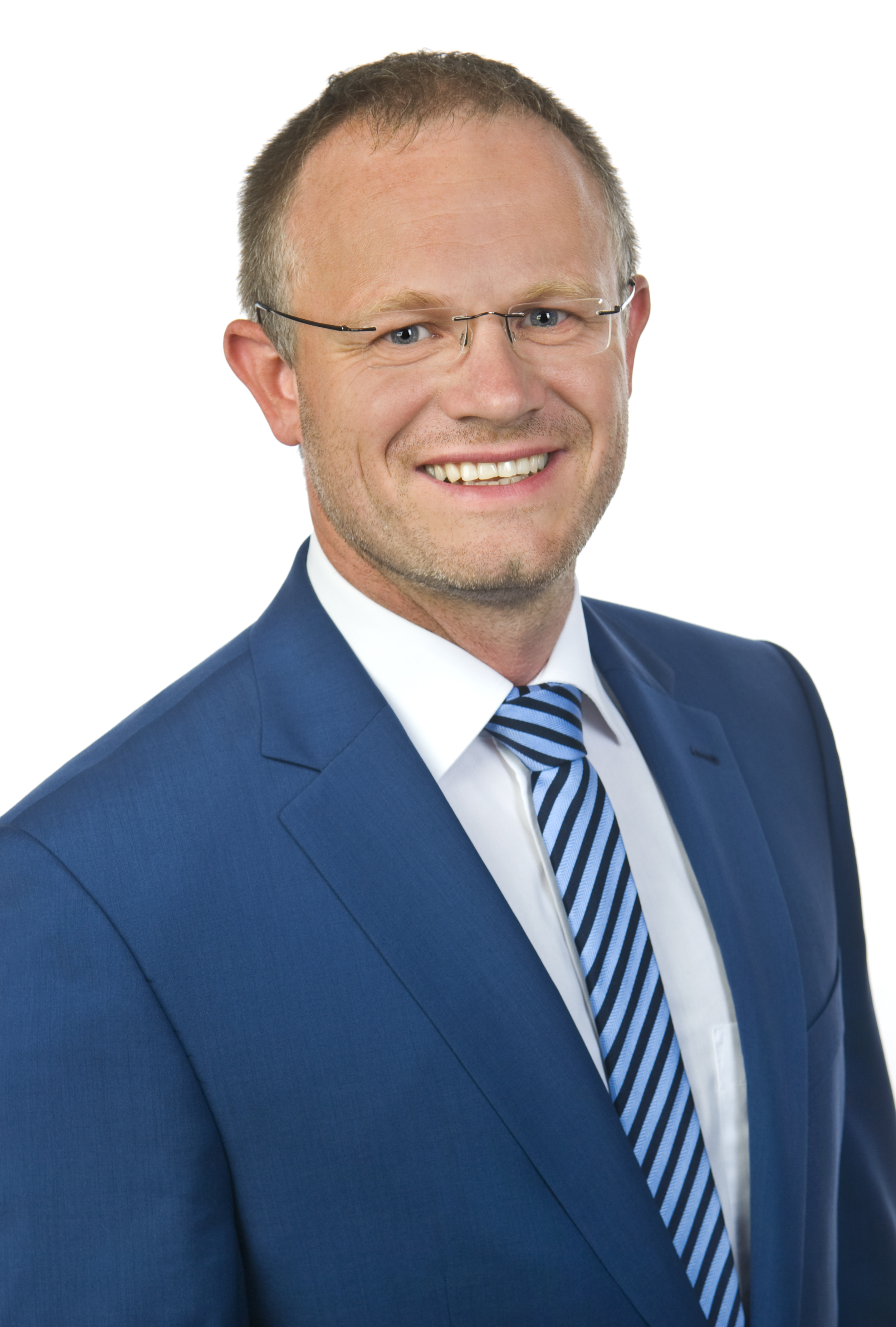
Jan Einig im Jahr 2017

Jan Einig (* 10. März 1976 in Mendig) ist ein deutscher Kommunalpolitiker (CDU). Seit April 2016 war Jan Einig zunächst Erster Hauptamtlicher Beigeordneter (Bürgermeister) von Neuwied, seit 2017 ist er gewählter Oberbürgermeister.

## Leben
Einig wurde 1976 in Mendig am Laacher See als eines von drei Kindern eines Kommunalpolitikers geboren. Seine Kindheit verbrachte er in Mendig; in Andernach besuchte er das Kurfürst-Salentin-Gymnasium. 1995 schloss er seine Schulausbildung mit dem Abitur ab. Nach dem Zivildienst absolvierte er eine Ausbildung zum Energieelektroniker und studierte danach Bauingenieurwesen an der Fachhochschule Koblenz, wo er 2004 mit dem Diplom abschloss. 
Im Anschluss arbeitete Einig bei Planungsbüros und einem Bauunternehmen als Bauleiter. Im Jahr 2008 wechselte er als Tiefbauingenieur zur Verbandsgemeindeverwaltung Mendig. 2011 übernahm er die Tiefbauabteilung der Stadtverwaltung Neuwied als Abteilungsleiter. Jan Einig ist seit 2006 verheiratet und hat drei Söhne.

## Bürgermeister von Neuwied
Am 8. Dezember 2015 wählte der Neuwieder Stadtrat Jan Einig mit 41 von 44 Stimmen ohne Gegenkandidat zum Ersten Hauptamtlichen Beigeordneten (Bürgermeister). Dadurch war er seit dem überraschenden Tod des amtierenden Oberbürgermeisters Nikolaus Roth dessen Stellvertreter in der Stadtspitze und führte in Arbeitsteilung mit dem Beigeordneten Michael Mang die Amtsgeschäfte der Stadt Neuwied.
Darüber hinaus übernahm er als Vertreter des verstorbenen Oberbürgermeisters die Führung verschiedener Gremien. Als stellvertretender Aufsichtsratsvorsitzender der Stadtwerke Neuwied führte er kommissarisch den Vorsitz des Aufsichtsrates, das Gleiche galt für den Aufsichtsrat der Gemeindlichen Siedlungsgesellschaft, sowie für die Zweckverbände und wirtschaftlichen Beteiligungen der Stadt.
Als Regulärer Vorsitzender stand er der Verbandsversammlung des Forstzweckverbandes sowie dem Verwaltungsrat der Servicebetriebe Neuwied vor.

## Oberbürgermeister von Neuwied
In einer Stichwahl gegen Michael Mang wurde Einig am 15. Oktober 2017 mit 59,56 % der Stimmen zum Oberbürgermeister gewählt.
Am 23. Februar 2025 wurde er für acht Jahre wiedergewählt. Er erzielte im 1. Wahlgang mit rund 55 % der Stimmen gegen Sven Lefkowitz (SPD) und den parteilosen Conrad Lunar die absolute Mehrheit.

## Ehrenamtliches und politisches Engagement
Einig war neben dem Turnverein und der Karnevalsgesellschaft vor allem in der Kolpingfamilie ehrenamtlich aktiv. Als Jugendleiter war er in der kirchlichen Jugendarbeit tätig und organisiert bis heute Kinder- und Jugendfreizeiten. Als Diözesanjugendleiter des Kolpingwerks Trier betätigte sich Einig in der Verbandsarbeit.
1990 trat Einig in die Junge Union und später in die CDU ein, in der er unterschiedliche Vorstandsämter bekleidete.
2019 wurde er in den Kreistag des Landkreises Neuwied gewählt.